# Liste der Ortschaften im Bezirk Neusiedl am See
Die Liste der Ortschaften im Bezirk Neusiedl am See enthält die Gemeinden und ihre zugehörigen Ortschaften im burgenländischen Bezirk Neusiedl am See (in Klammern stehen die Einwohnerzahlen zum Stand 1. Jänner 2024):
- Andau (2282)

- Apetlon (1736)

- Bruckneudorf (2770)
  - Kaisersteinbruch (249)
  - Königshof (50)

- Deutsch Jahrndorf (652)

- Edelstal (814)

- Frauenkirchen (2979)

- Gattendorf (1515)

- Gols (3972)

- Halbturn (1888)

- Illmitz (2357)

- Jois (1647)

- Kittsee (3727)

- Mönchhof (2195)

- Neudorf (830)

- Neusiedl am See (8945)

- Nickelsdorf (1846)

- Pama (1275)

- Pamhagen (1500)

- Parndorf (5331)

- Podersdorf am See (2177)

- Potzneusiedl (671)

- Sankt Andrä am Zicksee (1385)

- Tadten (1166)

- Wallern im Burgenland (1644)

- Weiden am See (2596)

- Winden am See (1385)

- Zurndorf (2278)